# آرگنتا
آرگنتا (به ایتالیایی: Argenta, Emilia–Romagna) یک کومونه در ایتالیا است که در استان فرارا واقع شده‌است.

## خصوصیات
آرگنتا ۳۱۱ کیلومترمربع مساحت و ۲۲٬۴۴۶ نفر جمعیت دارد و ۴ متر بالاتر از سطح دریا واقع شده‌است.